# Goodeidae
A magashegyi fogaspontyok (Goodeidae) a  csontos halak (Osteichthyes) osztályába és a fogaspontyalakúak (Cyprinodontiformes) rendjébe tartozó család. Maga a Goodeids, vagy Goodea elnevezés David Starr Jordan nevéhez fűződik (1880), tiszteletből egy amerikai halkutató után, amelynek neve George Brown Goode.

## Leírás
A családba aránylag kistestű fajok tartoznak, átlagos méretük 5–10 cm között változik. Ránézésre jellemzően két csoportba sorolhatóak, egyes fajaik teste ugyanis torpedószerűen megnyúlt, míg másokét a magasabb, ívelt hát jellemzi, de természetesen amolyan "átmeneti" küllemű fajok is akadnak.
Az ivari dimorfizmus és dichromatizmus remekül látszódik a magashegyi fogaspontyfajok esetében. Számos fajnál egyértelmű különbség mutatkozik a nemek között a színezetet illetően (pl.: Skiffia multipunctata, Xenotoca eiseni, Zoogoneticus tequila), a hímek általában ezen fajoknál színesebbek, tarkábbak, a nőstények viszont szürkés színezetűek. Más fajoknál az úszóformációkból lehet egyből következtetni a nemekre (ilyen például a Girardinichthys viviparus), viszont a nemi szervvé módosult farok alatti úszók minden fajnál biztos megkülönböztetést mutatnak. A hím példányok farok alatti úszója ugyanis andropódiummá módosult a belső megtermékenyítés feladatát ellátandó. E halak ugyanis elevenen hozzák világra kicsinyeiket úgy 2 hónap terhesség után. Az ivadékok különösen fejlettek, némely fajoknál az 1 cm-t is elérheti egy újszülött példány testhossza. Mivel fejlett ivadékokat hoznak világra, és sokáig vemhesek velük a nőstények, ezért számuk csekély, 10-20 közötti, sőt, nagyon gyakran 10 egyed alatti.

## Táplálkozás
Táplálkozásukat tekintve többségük növény- vagy mindenevő. Egyes fajok a fonálalgák hatékony ellenfelei (pl. Ameca splendens), de a többségük vegyes étrenden él. Találkozhatunk köztük ún. microragadozókkal is, melyek nagyobb hányadában a kis vízben lebegő, talajon élő gerinctelen organizmusokat fogyasztják. Fogazatuk és bélrendszerük hossza minden esetben a megfelelő táplálkozásmódhoz alkalmazkodott.

## Elterjedés
A Goodeidae család tagjai kizárólag Mexikó magashegyi tájain, leginkább Michoacán vidékén fordulnak elő. Sajnálatos módon rengeteg tényező fenyegeti fennmaradásukat, az élőhelyek eltűnése, tönkretétele, kiszáradása, a helytelen vízgazdálkodás, a vízszennyezés mind-mind veszélyeztető faktor, és ezzel nem is merül ki e lista.

## Veszélyeztetettség
Sajnálatos tény, hogy tán a világ legfenyegetettebb halcsaládját ismerhetjük meg körükben, ugyanis nem egy, s nem két fajuk pusztult már ki a vadonból, melyek összállománya is csak néhány elszánt tenyésztő gyűjteményét jelenti. Ismerünk végleg kihalt fajokat is (pl. Characodon garmani), de ha a vadonból kipusztult fogaspontyoktól eltekintünk, alig találunk 1-2 olyan fajt, mely ne lenne közvetlenül a kihalástól veszélyeztetett. Az elmúlt 10 évben állományaik hihetetlenül megcsappantak, alig néhány kis populációra korlátozódtak.

## Fajvédelem
Megmentésük érdekében alakult 2009 májusában a Goodeid Working Group, mely egy világméretű szakmai szervezet a Goodeidae fogaspontyok megmentéséért. Tagjai közt tenyésztőket és intézményeket is találunk, célja a fajok hatékony tenyésztése, a génállomány fenntartása, az állományok monitorozása és a tenyésztők gyűjtése.
Mexikóban is zajlanak kutatások és kezdeményezések a fajok megmentése érdekében, jobbára egy moreliai egyetem közreműködésével.
Magyarországon, Mosonmagyaróváron is indult projekt (KLG Goodeid Projekt) e fajok védelmének érdekében egy gimnáziumban (Kossuth Lajos Gimnázium), mely az első iskola a világon, ami szervezetten dolgozik a Goodeidae-k megmentése érdekében.